# マラソンの戦い
『マラソンの戦い』（原題：La battaglia di Maratona）は、1959年制作のイタリアの歴史映画（ソード&サンダル）。
アケメネス朝ペルシア帝国とギリシアが戦ったペルシア戦争の中のマラトンの戦いと、その際のマラソンの起源となったエピソードを描く。スティーヴ・リーヴス主演。

## あらすじ
紀元前5世紀、アケメネス朝ペルシア帝国の国王ダレイオス1世はギリシアの征服を謀り、アテナイに大軍を差し向けてきた。
オリンピック競技の優勝者であるアテナイの屈強な若者フィリッピデスはスパルタに助けを求めるべく、力の限りひた走る。

## キャスト
- フィリッピデス：スティーヴ・リーヴス
- アンドロメダ：ミレーヌ・ドモンジョ
- テオクリトス：セルジオ・ファントーニ
- クルーソス：イヴォ・ガラーニ
- ミルティアデス：アルベルト・ルーポ
- カーリス：ダニエラ・ロッカ
- ダレイオス1世：ダニエレ・ヴァルガス
- エウロス：アラン・スティール